# SpaceX CRS-2
SpaceX CRS-2 (SpX-2) – misja statku transportowego Dragon, wykonana przez prywatną firmę SpaceX na zlecenie amerykańskiej agencji kosmicznej NASA w ramach programu Commercial Resupply Services w celu zaopatrzenia Międzynarodowej Stacji Kosmicznej.

## Przebieg misji
Start misji nastąpił 1 marca 2013 roku o 15:10:13 czasu UTC. Rakieta nośna Falcon 9 v1.0 wystartowała ze statkiem Dragon z platformy startowej SLC-40 z kosmodromu Cape Canaveral Air Force Station. Po osiągnięciu docelowej orbity pojawiły się problemy z silnikami korekcyjno-orientacyjnymi statku. Kontrola misji wstrzymała rozłożenie paneli baterii słonecznych i zajęła się szukaniem rozwiązania problemu. Okazało się, iż doszło do zablokowania dopływu utleniacza do silników, które w efekcie nie były w stanie poprawnie pracować. Kilkukrotne otwarcie i zamknięcie zaworów pozwoliło jednak na przywrócenie przepływu utleniacza. Problemy spowodowały przełożenie manewru dokowania do stacji o dobę względem wcześniejszego planu. Dragon zbliżył się do ISS 3 marca 2013 i o 10:31 UTC został uchwycony przez mechaniczne ramię Canadarm2. Następnie został on przyciągnięty do portu dokującego w module Harmony i o 13:56 UTC nastąpiło jego cumowanie do stacji.
Dragon pozostał zadokowany do ISS przez 22 dni, po czym odłączył się od stacji 26 marca 2013 o 08:10 UTC. Następnie został on odciągnięty od ISS przez Canadarm2 i wypuszczony o 10:56 UTC. Po oddaleniu się od stacji rozpoczęto manewr jego deorbitacji, w wyniku czego kapsuła powrotna Dragona zwodowała o 16:34 UTC na Wschodnim Pacyfiku.

## Ładunek
Statek Dragon wyniósł na orbitę ładunek o masie 677 kg (netto: 575 kg), w tym:
- 81 kg środków dla załogi (ubrania, środki higieny osobistej, pożywienie, dokumentacja),
- 11 kg materiałów badawczych Kanadyjskiej Agencji Kosmicznej,
- 11 kg materiałów badawczych Europejskiej Agencji Kosmicznej,
- 3 kg materiałów badawczych Japońskiej Agencji Kosmicznej,
- 323 kg materiałów badawczych NASA,
- 3 kg sprzętu do spacerów kosmicznych,
- 135 kg sprzętu potrzebnego do sprawnego funkcjonowania stacji (w tym dwa specjalne chwytaki na radiatory umieszczone w niehermetycznej ładowni statku, które zostały zamontowane na ITS podczas EVA w czasie Ekspedycji 36[6]),
- 8 kg urządzeń elektronicznych,
- 0,3 kg sprzętu dla rosyjskiego segmentu ISS.

Po rozładowaniu statku Dragon, został on wypełniony materiałami, które miały powrócić na Ziemię. W sumie w kapsule powrotnej znalazło się ok. 1370 kg ładunku (netto: 1210 kg), w tym:
- 95 kg środków od załogi (m.in. puste pojemniki na żywność),
- 660 kg materiałów z zakończonych eksperymentów naukowych z CSA, ESA, JAXA i NASA,
- 38 kg przedmiotów zużytych podczas spacerów kosmicznych,
- 401 kg zużytego sprzętu wykorzystanego na stacji,
- 16 kg zużytego sprzętu z rosyjskiego segmentu ISS.

## Galeria

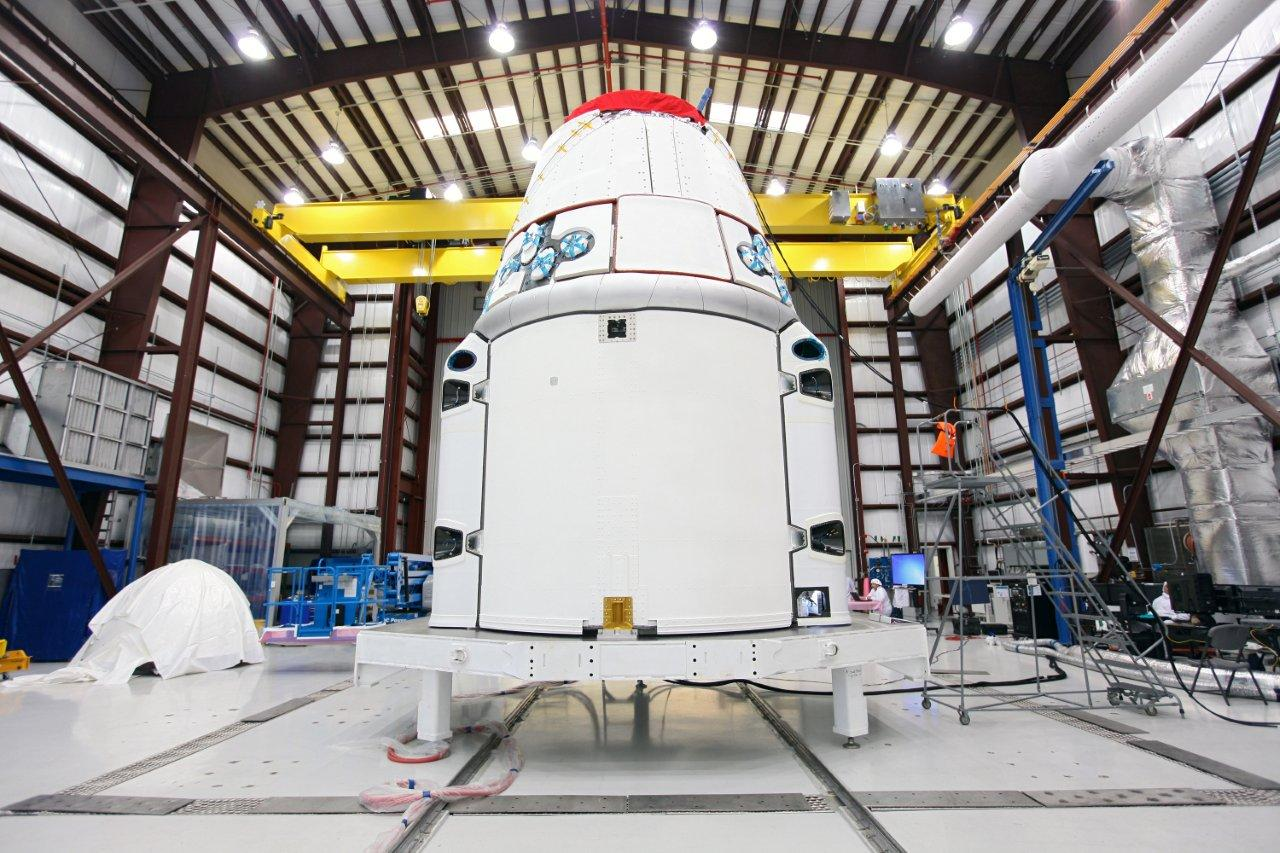
Statek Dragon przygotowywany do misji
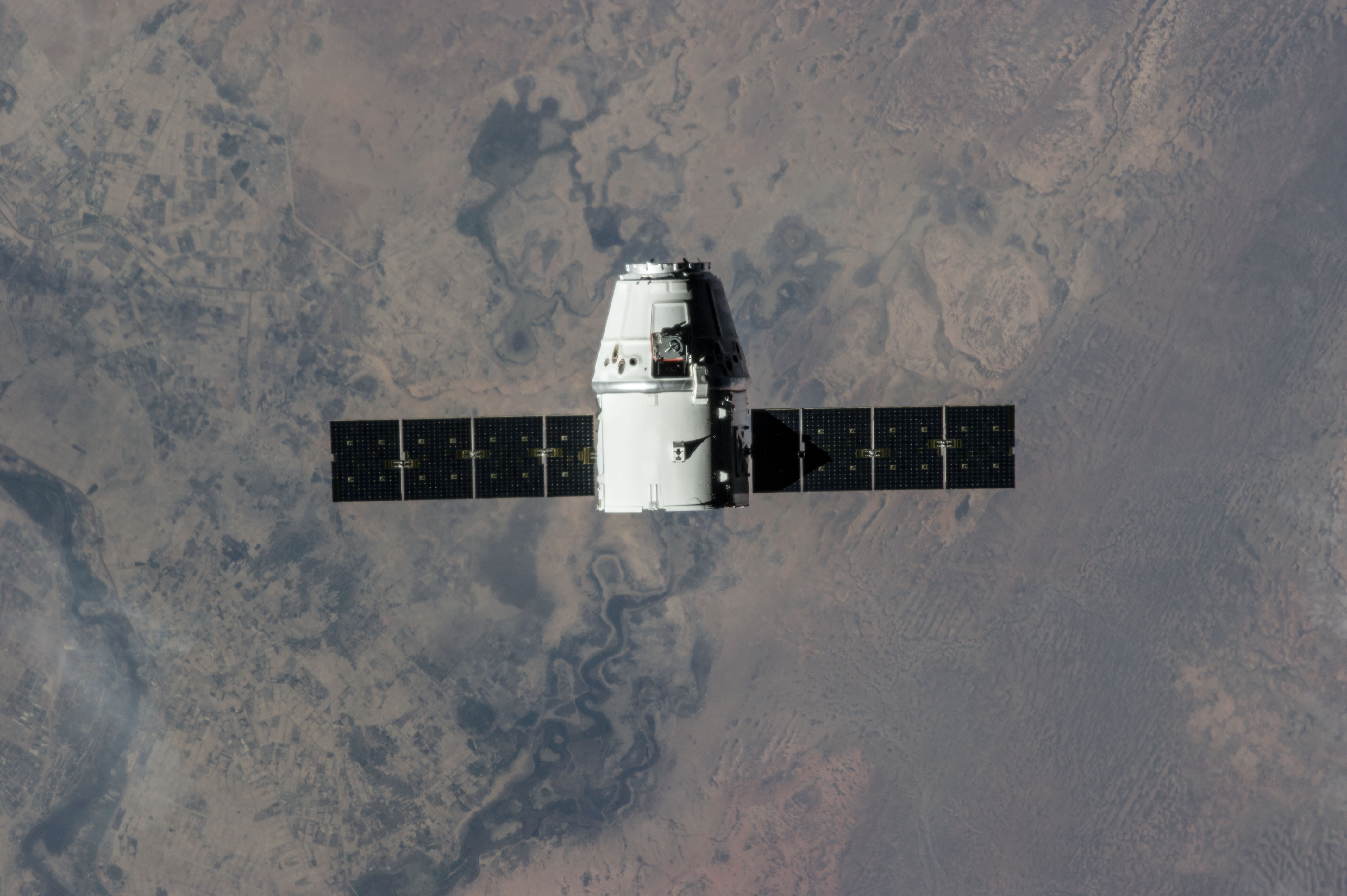
Dragon zbliża się do ISS
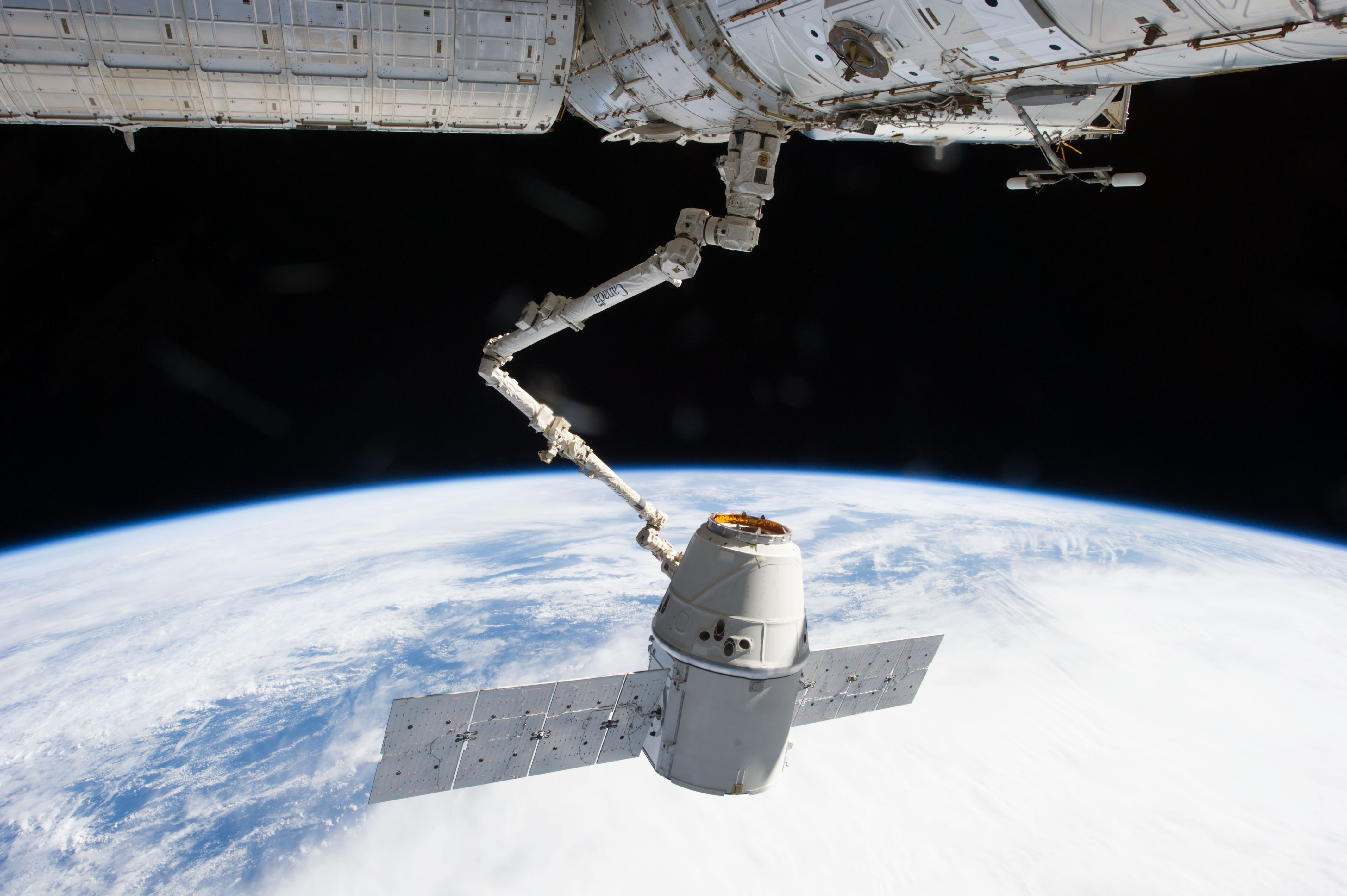
Dragon SpX-2 przyciągany do węzła cumowniczego przez Canadarm2
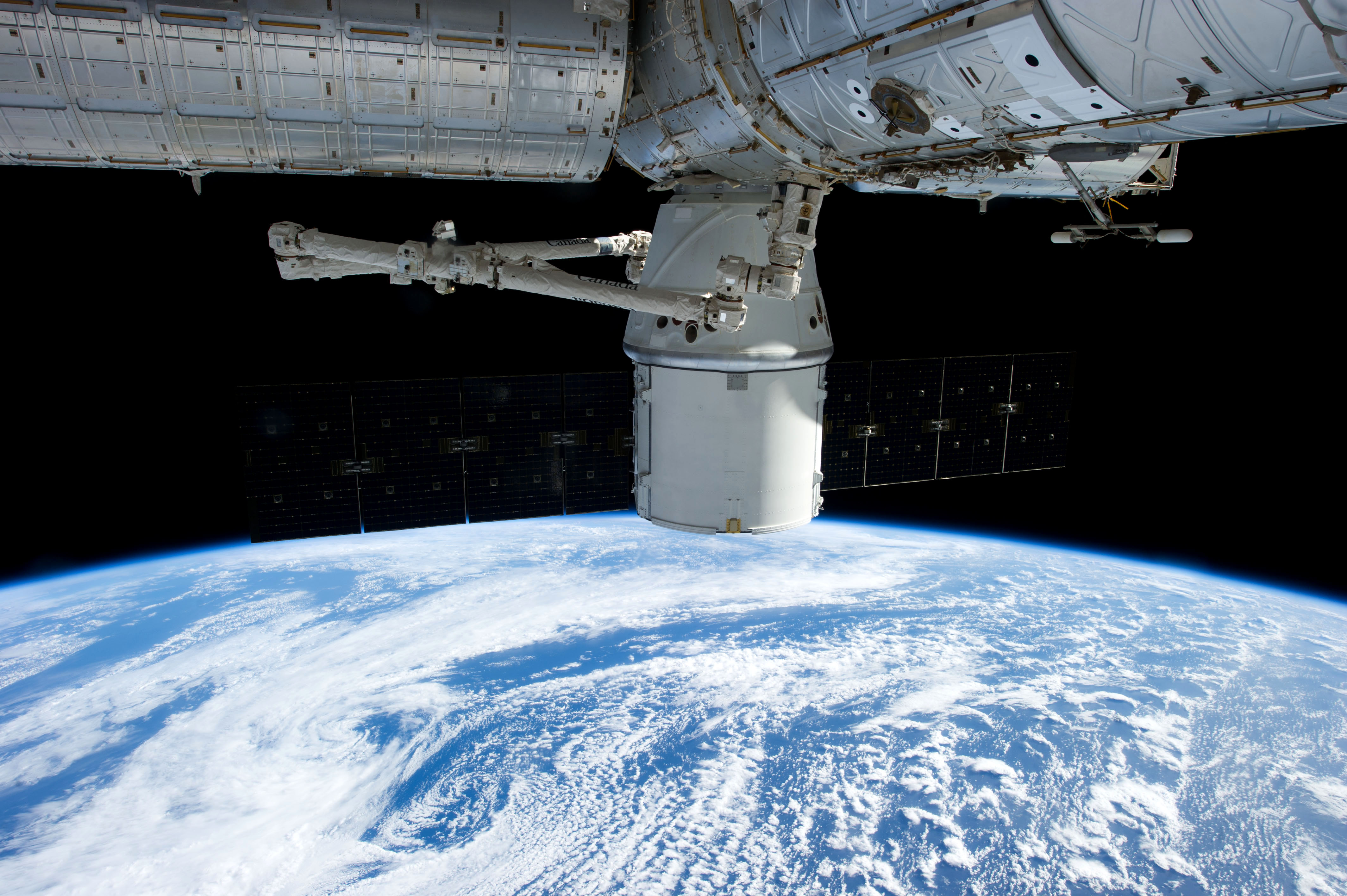
Dragon zadokowany do modułu Harmony
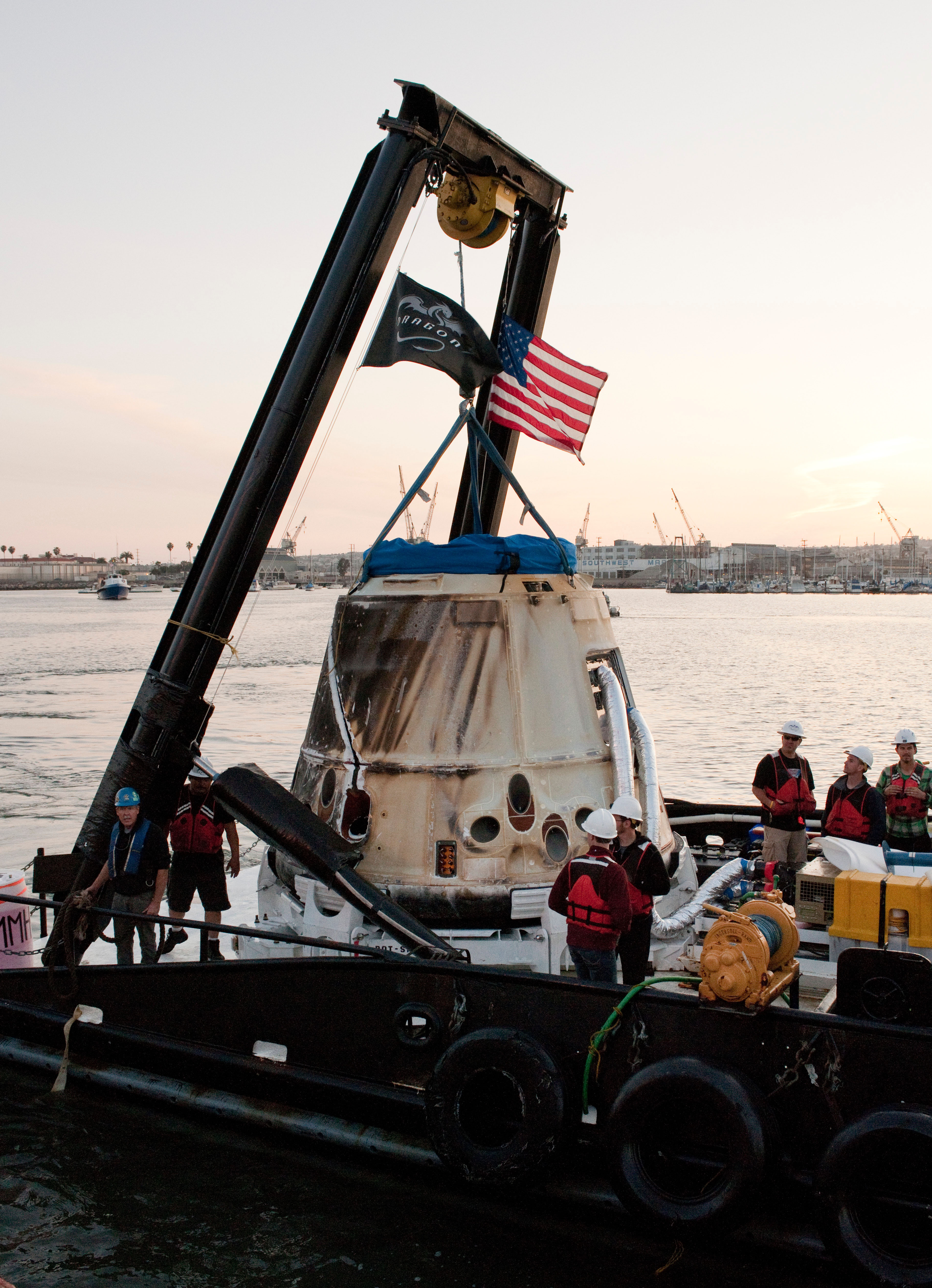
Kapsuła powrotna statku Dragon jest transportowana na ląd po wodowaniu